# هاکت
هاکت (انگلیسی: Hackett) شرکت پوشاک بریتانیایی است، که در سال ۱۹۸۳ تأسیس شد.